# Colorado Springs
Colorado Springs je americké město ležící ve státě Colorado. Je sídlem správy okresu El Paso a zároveň s přibližně 479 tisíci obyvateli jeho nejlidnatějším městem. V celém Coloradu je na druhém místě, ve Spojených státech pak podle sčítání z roku 2020 na 40. místě.
Město je situováno blízko úpatí známé hory Pikes Peak, na východním okraji jižních Skalnatých hor. Jeho rozloha je 507,6 km². Sídlí zde Olympijský výbor USA.

## Historie

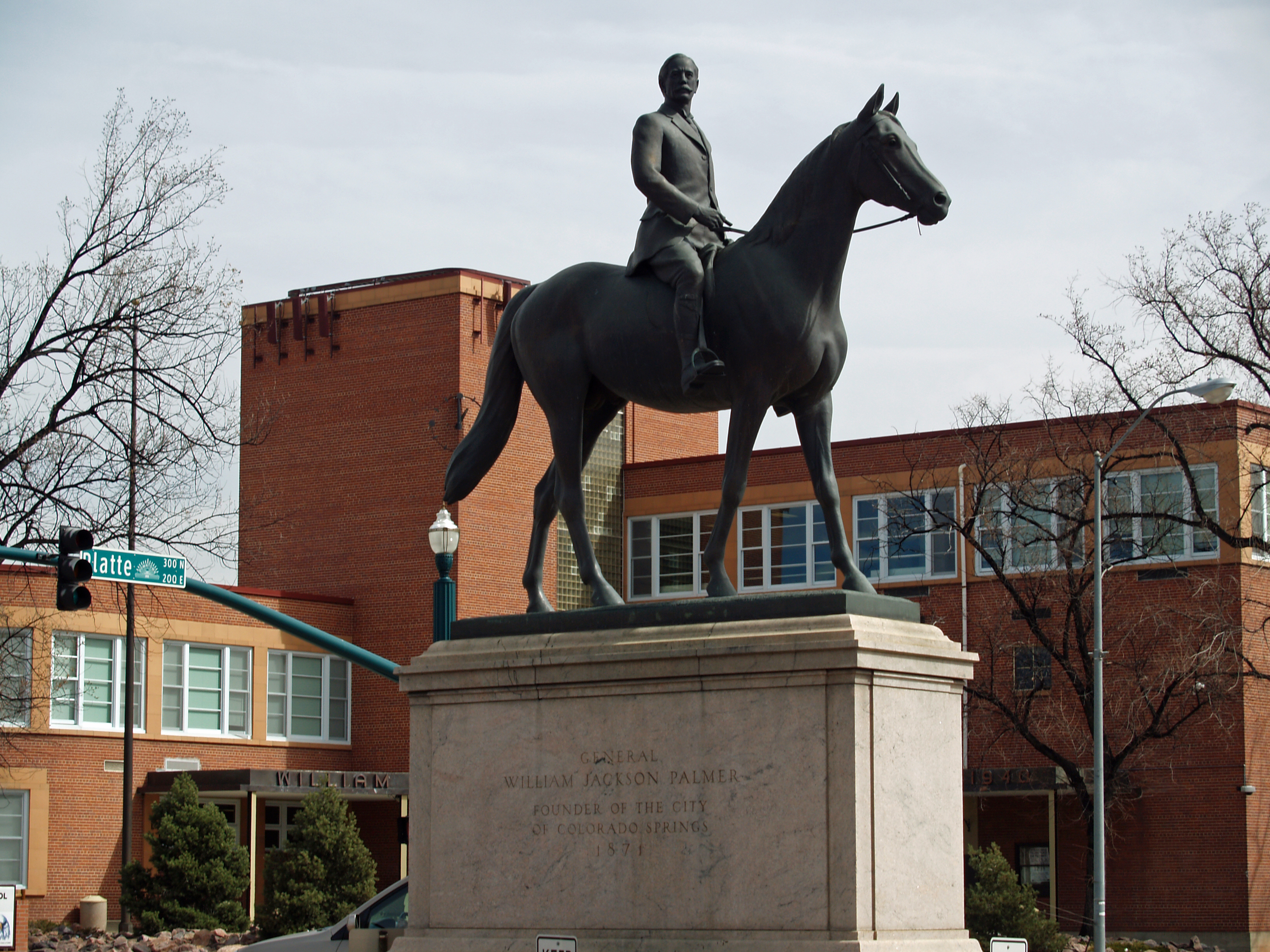
Socha generála Williama Palmera před Palmer High School.

Město bylo založeno roku 1871 generálem Williamem Palmerem, blízko Colorado City (dnešní historická čtvrť Old Colorado City), za účelem vybudovat letovisko s vysokou úrovní. Tyto sny se Palmerovi začaly plnit s přibývajícím počtem anglických turistů. Brzy se městu dokonce začalo přezdívat „Little London“.

V roce 1891 objevil Winfield Scott Stratton jeden z nejbohatších zlatých dolů na zemi v blízkém městečku Cripple Creek. Zbohatnul a stal se možná nejštědřejším patronem města Colorado Springs. Např. daroval půdu radnici nebo postavil Myron Stratton Home, domov pro opuštěné děti a důchodce.
Dalším mecenášem byl Spencer Penrose. Ten postavil hotel Broadmoor a zoologickou zahradu Cheyenne Mountain Zoo.

Po několika desetiletích začala zlatá horečka pomalu upadat a bohatství města s ní. Zůstalo ale turistickým cílem, a to hlavně pro pacienty s tuberkulózou, díky minerálním vodám, krásné přírodě a extrémně suchému podnebí.
Roku 1942 nabídlo město svou půdu armádě. První základnou byl tábor Fort Carson na jihu Colorado Springs, určený k přípravě vojáků na druhou světovou válku. Letiště bylo armádou využíváno od roku 1950 a bylo přejmenováno na Peterson Field. 

Po skončení druhé světové války začal Fort Carson chátrat. To se ale změnilo se začátkem Korejské války. Tábor, který měl v tu chvíli k dispozici pouze 600 vojáků, byl spolu s dalšími částmi města obnoven.
Po Korejské válce se letiště Peterson Field přejmenovalo na Peterson Air Force Base. Byla postavena akademie United States Air Force Academy a díky ní město stále rostlo.

Roku 1963 bylo postaveno zařízení NORADu a 1983 Schriever Air Force Base.

Fort Carson a Peterson Air Force Base jsou stále v provozu a přispívají k růstu města.

## Demografie
Podle sčítání lidu z roku 2010 zde žilo 416 427 obyvatel.

### Rasové složení
- 78,8 % bílí Američané
- 6,3 % Afroameričané
- 1,0 % američtí indiáni
- 3,0 % asijští Američané
- 0,3 % pacifičtí ostrované
- 5,5 % jiná rasa
- 5,1 % dvě nebo více ras

Obyvatelé hispánského nebo latinskoamerického původu, bez ohledu na rasu, tvořili 16,1 % populace.

## Ekonomika
Hlavními sektory hospodářství v Colorado Springs jsou armáda, technologie a cestovní ruch, v tomto pořadí. Město ale není na armádě přímo závislé.

### Zbrojní průmysl
Zbrojní průmysl přesto zůstává nejdůležitějším odvětvím. Jedna pětina všech obyvatel města momentálně pracuje pro armádu.
Mezi důležité firmy patří:
- Northrop Grumman
- Lockheed Martin
- Harris Corporation
- Boeing
- General Dynamics

### Technický průmysl
Velké procento je ale stále založeno na vyspělých technologiích a elektrických zařízeních.

Díky umístění města ve vnitrozemí, dostupnosti vysoce vzdělaných pracovníků a příjemnému počasí uvažuje několik firem o rozšíření právě do Colorado Springs.
Mezi důležité firmy patří:
- Hewlett-Packard
- Agilent
- Intel
- Atmel
- Cypress Semiconductor

## Turistické cíle

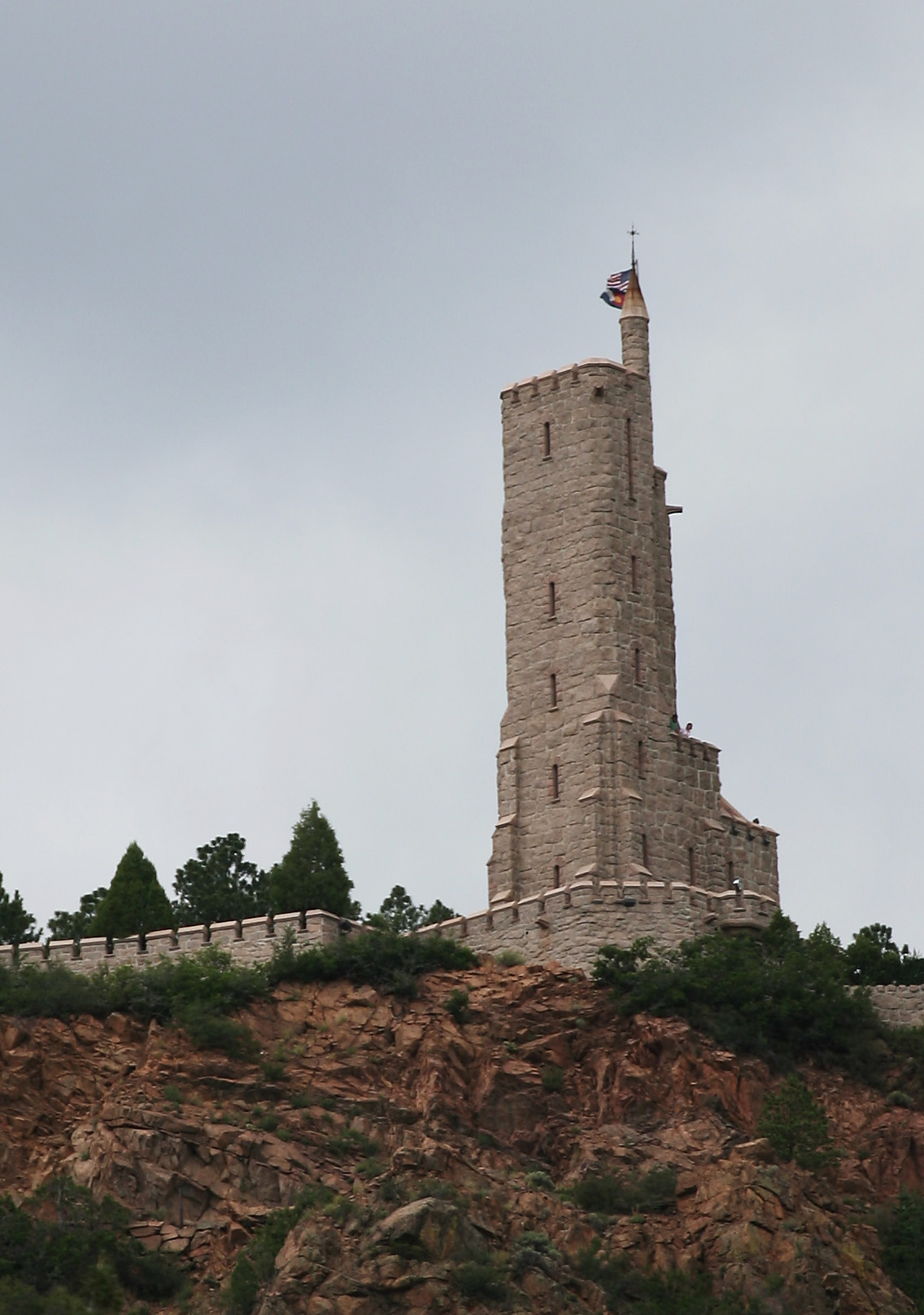
Will Rogers Shrine of the Sun

Většina návštěvníku míří do oblasti Pikes Peak. Tam je zajímavá např. Jeskyně větrů (Cave of the Winds) nebo stará ozubnicová železnice Manitou and Pike's Peak Railway (někdy označovaná jako Pikes Peak Cog Railway), která je nejvýše položenou dráhou v Severní Americe.
Jižně od města leží již zmiňovaná zoologická zahrada Cheyenne mountain Zoo, založená Spencerem Penrosem. Je to jedna ze dvou horských zahrad ve Spojených státech.
Hned vedle leží Will Rogers Shrine of the Sun, což je poslední místo odpočinku právě Spencera Penrose a jeho ženy.
Blízko jsou také tzv. Seven Falls, kaskáda sedmi za sebou jdoucích vodopádů.
V samotném městě turisty lákají hlavně krásné parky. Jedním z nejznámějších je America the Beautiful Park. Dalším je rozlehlý park známý svými pískovcovými útvary - Garden of the Gods. Ten se nachází v historické čtvrti Old Colorado City.
Za zmínku stojí také třeba baseballový stadion Security Service Field nebo Světová aréna (World Arena).
Často jsou navštěvována nejen místa, ale i události, jako je např. Pikes Peak Marathon, koncert filharmonie Colorado Springs Philharmonic nebo soutěž horkovzdušných balonů.

## Popularizace
V místním vojenském komplexu Cheyenne Mountain se pod velitelstvím NORAD nachází fiktivní velitelství SGC ze seriálu Hvězdná brána (Stargate SG-1).
Do prostředí města byl zasazen také seriál Doktorka Quinnová.

## Osobnosti města
- Lon Chaney (1883–1930), americký herec éry němého filmu
- Talcott Parsons (1902–1979), sociolog
- Kelly Bishop (* 1944), herečka
- Tom Hamilton (* 1951), baskytarista skupiny Aerosmith
- Sherry Stringfield (* 1967), herečka
- Scott Walker (* 1967), americký politik za republikánskou stranu, guvernér státu Wisconsin v letech 2011–2019
- Kirstjen Nielsenová (* 1972), americká politička, ministryně vnitřní bezpečnosti USA, v letech 2017–2019
- Bob Sapp (* 1973), americký wrestler, kickboxer a bojovník MMA
- Dorothy Metcalf-Lindenburgerová (* 1975), americká učitelka a kosmonautka
- Bobby Lashley (* 1976), wrestler

## Partnerská města
- Bankstown, Austrálie, 1999
- Biškek, Kyrgyzstán, 1994
- Fudžijošida, Japonsko, 1962
- Kao-siung, Čína, 1983
- Nuevo Casas Grandes, Mexiko, 1996
- Smolensk, Rusko, 1993